# Paronomasia
La paronomasia, paranomasia (del latín paronomasĭa, derivado del griego παρονομασία), agnominación, adnominación, annominación, o prosonomasia, es un recurso fónico que consiste en emplear parónimos (palabras que tienen sonidos semejantes pero significados diferentes). Fue muy utilizado por los conceptistas en sus burlas o sátiras. Ejemplos:
No fue tanto efecto de su saber cuanto defecto de su nación (Baltasar Gracián, El Criticón 1.3)
Entre casado y cansado solo hay una letra de diferencia.
El erizo se irisa, se eriza, se riza de risa (Octavio Paz, "Trabajos del poeta, V" en Libertad bajo palabra, 1949)
Mimarse no es mirarse, ni minarse.
Por el monte oscuro / baja Soledad Montoya (Federico García Lorca, Romance de la pena negra).
Tanta tinta tonta que te atenta y que te atonta (Estopa, «Tanta tinta tonta»).
Un hombre a hombros del miedo (Blas de Otero, «Hijos de la tierra»).
Una pica lleva al hombro / porque su suegra le dijo / que ha de ganar por la pica / lo que perdió por el pico.
Vendado que me has vendido (Luis de Góngora, en referencia al dios Amor).
Es muro es mero muro es mudo mira muere (Alejandra Pizarnik)
Mi atenta antena detecta en ti tu talante tan insensato, / y cómo tan tontamente tantea a tientas tu mente de mentecato / Tener que tener este ten con ten contigo es un tanto ingrato, / así que abrevia y ponme la multa, que pa' eso te pago, tonto (Juan Abarca de Mamá Ladilla, en "Atente a tu Tonta Tarea").

El hombre, la hembra y el hambre (título de una novela de Daína Chaviano)